# Koeneniodes spiniger
Espèce
Koeneniodes spiniger est une espèce de palpigrades de la famille des Eukoeneniidae.

## Distribution
Cette espèce est endémique de Thaïlande.

## Description
La femelle holotype mesure 0,96 mm.

## Publication originale
- Condé, 1984 : Palpigrades (Arachnida) d'Europe, des Antilles, du Paraguay et de Thailande. Revue Suisse de Zoologie, vol. 91, no 2, p. 369-391 (texte intégral).